# 長坂 (金沢市)
長坂（ながさか）は、石川県金沢市の町名。現行行政地名は長坂1丁目から3丁目。全域で住居表示実施済み。郵便番号は921-8112。

## 概要
長坂は、平和町、緑が丘、泉野出町、長坂台、長坂町、野田町、野田に囲まれている。

## 沿革
- 1974年（昭和49年）6月1日 - 住居表示実施により、長坂町、泉野町の各一部をもって成立[4]。
- 1977年（昭和52年）4月1日 - 住居表示実施により、長坂3丁目の全部及び長坂町、野田町の各一部を編入[5]。

## 小中学校の校区
市立小学校に通う場合は長坂台小学校に、市立中学校に通う場合は野田中学校に通う。

## 施設
- 金沢市立長坂台小学校

## 交通

### 道路
- 石川県道22号金沢小松線（山側環状）

### バス
- 北鉄バス（北陸鉄道・北鉄金沢バス・北鉄白山バス）　二水高校前、長坂台バス停